# Fariba Hashimi
Fariba Hashimi (Maīmanah, 22 aprile 2003) è una ciclista su strada afghana, tesserata per il Ceratizit Pro Cycling Team. Ha partecipato ai Giochi olimpici di Parigi 2024 nella corsa in linea.

## Carriera
Cresciuta nella provincia di Faryab al confine con il Turkmenistan, Fariba inizia ad andare in bicicletta nel 2017 a 14 anni, insieme alla sorella maggiore Yulduz, prendendo parte a una gara locale vestita da uomo e iscritta sotto falso nome. Le sorelle continuano a gareggiare vestite da ragazzi finché non vengono scoperte. Ottenuto il parere favorevole della famiglia, continuano a essere osteggiate dalla popolazione locale in quanto "andare in bicicletta non è adatto alle ragazze e ci hanno accusato di incoraggiare donne e ragazze a compiere attività immorali".
Con l'avvento dei talebani in Afghanistan nel 2021, Fariba e Yulduz, grazie all'aiuto di Alessandra Cappellotto, fuggono dal paese natale e sono accolte nel nord Italia. Nel 2022 è stagista per il team bergamasco Valcar-Travel & Service, con il quale conquista il titolo di campionessa nazionale afghana, precedendo la sorella in una gara svoltasi ad Aigle in Svizzera. Nel 2023 è tesserata per il team Israel Premier Tech Roland Development, nel 2024 con il WCC Team, la formazione del Centre Mondial du Cyclisme di Aigle.
Nel luglio 2024 grazie ad un accordo tra l'UCI ed il Comitato Olimpico Nazionale della Repubblica Islamica dell'Afghanistan, Fariba e Yulduz vengono selezionate per partecipare ai Giochi Olimpici di Parigi; Fariba dopo essere stata alfiere alla cerimonia di apertura assieme al velocista Sha Mahmood Noor Zahi, giunge 75ª nella corsa in linea. Il 7 settembre vince la tappa regina del Tour de l'Ardèche con arrivo sul Mont Lozère. Nel 2025 è sotto contratto con il WorldTeam tedesco Ceratizit Pro Cycling Team.

## Palmarès

### Strada
- 2022 (Valcar, una vittoria)

Campionati afghani, Prova in linea (Aigle > Aigle)
- 2024 (WCC Team, una vittoria)

5ª tappa Tour Cycliste Féminin International de l'Ardèche (La Canourgue > Mont Lozère)

## Piazzamenti

### Competizioni mondiali
- Campionati del mondo su strada

Glasgow 2023 - In linea Elite: ritirata
Glasgow 2023 - In linea Under-23: ritirata
Glasgow 2023 - Cronometro Elite: 66ª
Glasgow 2023 - Cronometro Under-23: 17ª
Glasgow 2023 - Staffetta mista: 18ª
Zurigo 2024 - In linea Elite: 55ª
Zurigo 2024 - In linea Under-23 9ª
Zurigo 2024 - Cronometro Elite: 50ª
Zurigo 2024 - Cronometro Under-23: 15ª
Zurigo 2024 - Staffetta mista: 19ª
- Giochi olimpici

Parigi 2024 - In linea: 75ª
- Campionati del mondo gravel

Veneto 2022 - Elite: 33ª 

### Competizioni continentali
- Campionati asiatici su strada

Rayong 2023 - In linea Elite: ritirata
Rayong 2023 - Cronometro Under-23: 10ª
Almaty 2024 - In linea Elite: 32ª
Almaty 2024 - Cronometro Under-23: 4ª
- Giochi asiatici

Hangzhou 2023 - In linea: 24ª